# Tetrastigma lanyuense
Tetrastigma lanyuense är en vinväxtart som beskrevs av Chang. Tetrastigma lanyuense ingår i släktet Tetrastigma och familjen vinväxter. Inga underarter finns listade i Catalogue of Life.